# ليونارد إف. ماسون
ليونارد إف. ماسون (بالإنجليزية: Leonard F. Mason)‏ هو عسكري أمريكي، ولد في 22 فبراير 1920 في ميدلسبورو في الولايات المتحدة، وتوفي في 22 يوليو 1944 في غوام في الولايات المتحدة.